# Мяглы
Мяглы — деревня в Горайской волости Островского района Псковской области.
Расположена в 27 км к югу от города Остров, в 7 км к югу от волостного центра, деревни Крюки и в 2 км к западу от деревни Гораи.
Численность населения деревни по состоянию на 2000 год составляла 25 человек.

## Известные уроженцы
- Трусов, Иван Ильич (1909—1996) — советский военачальник, генерал-майор, командир 45-й гвардейской стрелковой Красносельской ордена Ленина Краснознамённой дивизии в период Великой Отечественной войны.